# Halmos Pál
Halmos Pál (Paul Richard Halmos) (Budapest, 1916. március 3. – Los Gatos, Kalifornia, 2006. október 2.) amerikai magyar matematikus. Számos területen ért el jelentősebb eredményeket, többek között hozzájárult a matematikai logika, valószínűségszámítás, statisztika, halmazelmélet, funkcionálanalízis (Hilbert-tér), mértékelmélet és ergodelmélet fejlődéséhez.

## Korai évek
Halmos Pál apját követve, 13 éves korában emigrált az Egyesült Államokba, de magyar akcentusát soha nem veszítette el. 19 éves korában szerezte meg a matematikus oklevelét az Illinois-i Egyetemen, ahol később oktató is lett.

## Halmos Pál művei
- 1942. Finite-Dimensional Vector Spaces. Springer-Verlag.[5]
- 1950. Measure Theory. Springer Verlag.[6]
- 1951. Introduction to Hilbert Space and the Theory of Spectral Multiplicity. Chelsea.[7]
- 1956. Lectures on Ergodic Theory. Chelsea.[8]
- 1960. Naive Set Theory. Springer Verlag.
- 1962. Algebraic Logic. Chelsea.
- 1963. Lectures on Boolean Algebras. Van Nostrand.
- 1967. A Hilbert Space Problem Book. Springer-Verlag.
- 1978 (with V. S. Sunder). Bounded Integral Operators on L² Spaces. Springer Verlag[9]
- 1985. I Want to Be a Mathematician. Springer-Verlag.
- 1987. I Have a Photographic Memory. Mathematical Association of America.
- 1991. Problems for Mathematicians, Young and Old, Dolciani Mathematical Expositions, Mathematical Association of America.
- 1996. Linear Algebra Problem Book, Dolciani Mathematical Expositions, Mathematical Association of America.
- 1998 (with Steven Givant). Logic as Algebra, Dolciani Mathematical Expositions No. 21, Mathematical Association of America.

## Emlékezete
- Nevét őrzi az 541627 Halmospál kisbolygó.[10][11]
- A bizonyítás végén álló quod erat demonstrandum (Q.E.D.) ■ jelének egyik angol neve halmos.

## Fordítás
- Ez a szócikk részben vagy egészben  a   Paul Halmos című angol Wikipédia-szócikk fordításán alapul.  Az eredeti cikk szerkesztőit annak laptörténete sorolja fel. Ez a jelzés csupán a megfogalmazás eredetét és a szerzői jogokat jelzi, nem szolgál a cikkben szereplő információk forrásmegjelöléseként.